# Domicile
Das Domicile war ein Jazzclub in München, der von 1965 bis 1981 bestand und internationales Ansehen genoss.

## Geschichte
Das Domicile wurde am 1. Mai 1965 von dem Bebop-Bassisten und Ex-Jurastudenten Ernst Knauff in der Siegesstraße 19 (im ehemaligen „Schwabinger Siegesgarten“) in Schwabing mit dem Auftritt des Joe Haider Trios eröffnet. Es hatte Platz für rund 100 Gäste. Anfangs wurde dort überwiegend Mainstream Jazz gespielt, z. B. vom Saxophonisten Don Menza, von Benny Bailey und anderen Mitgliedern der Max Greger Big Band.
Knauff sah sich bald gezwungen, direkt nach New York zu fliegen, um dort finanziell zugkräftige internationale Acts zu „akquirieren“, die jeweils für längere Zeit im Domicile spielten. Er sprach sich dabei auch mit Ronnie Scott ab, der den bekannten „Ronnie Scott’s“ Club in London führte. Die erste Live-Aufnahme entstand nach der Wiedereröffnung (der Club brannte aus) 1967 mit dem Benny Bailey-Nathan Davis Quintet. Damals spielten u. a. auch Albert Mangelsdorff, Dusko Goykovich, Klaus Doldinger und Friedrich Gulda (Live-Aufnahme 1968) im Domicile. Im Januar 1976 zog das Domicile in die Leopoldstraße 19 um, wo mit einem 3-wöchigen Gastspiel der „Thad Jones – Mel Lewis“ Big Band eröffnet wurde. Bald kam auch fusion-orientierte Musik (z. B. Joe Zawinuls Weather Report) und freierer Jazz (z. B. Archie Shepp Quartet) hinzu. Im Oktober 1981 gab Knauff das Domicile auf. Obwohl die Stadt ihm noch einen Zuschuss bewilligt hatte, machten sowohl der gestiegene Dollarkurs, als auch die Miete für die Räumlichkeiten weitere Engagements von US-Musikern zu kostspielig.
Im Domicile sind zahlreiche Platten u. a. des Labels Enja entstanden. Eine „Jazznacht im domicile“ der 1970er Jahre schildert ein Kapitel des Erzählbands Nachtflug von Peter Becher.

## Diskographie
Chronologische Diskographie „live at the domicile Jazzclub München“:
| Jahr | Titel                                                      | Künstler | Label       |
| 1968 | Soul Eyes                                                  | Benny Bailey (tp), Nathan Davis (ts), Mal Waldron (p), Jimmy Woode (b), Makaya Ntzhoko (dr), Charly Campbell (cga) | SABA/MPS    |
| 1968 | Maliny Maliny - Make Love                                  | Jan Hammer (p), George Mraz (b), Michael Dennert (dr) | MPS         |
| 1968 | Turtles                                                    | Olaf Kübler (ts, ss), Jan Hammer (p), George Mraz (b), Michael Dennert (dr) | Enja        |
| 1968 | The Happy Life of Pony                                     | Pony Poindexter (as, voc), Jan Hammer (p, org), Jiri Mraz (b), Michael Dennert (dr) | MPS         |
| 1969 | The German All Stars - Live at the domicile Munich         | Albert Mangelsdorff (tb), Manfred Schoof (tp), Ack van Rooyen (tp), Rudi Fuesers (tb), Rolf Kühn (s), Emil Mangelsdorff (s), Heinz Sauer (s), Gerd Dudek (s), Wolfgang Dauner (p), Günter Lenz (b), Ralf Hübner (dr), Willi Johanns (voc) | CBS         |
| 1969 | Doldinger - The Ambassador                                 | Klaus Doldinger (s), Ingfried Hoffmann (org), Helmut Kandlberger (b), Cees See (dr) | Liberty     |
| 1970 | Art Farmer in Europe                                       | Art Farmer (tp), Fritz Pauer (p), Peter Marshall (b), Erich Bachträgl (dr) | Enja        |
| 1970 | Dusko Goykovich Live At The Domicile                       | Dusko Goykovich (t, p, flh), Ferdinand Povel (ts, fl), Larry Vuckovich (p), Isla Eckinger (b), Clarence Becton (dr) | MPS         |
| 1971 | Body & Soul                                                | Tete Montoliu (p), George Mraz (b), Joe Nay (dr) | Enja        |
| 1971 | Black Glory                                                | Mal Waldron (p), Jimmy Woode (b), Pierre Favre (dr) | Enja        |
| 1971 | Fata Morgana                                               | Friedrich Gulda (p), Fritz Pauer (p), Klaus Weiss (dr) | MPS         |
| 1971 | I Just Want To Celebrate, Klaus Weiss Orchestra            | Klaus Weiss (dr), Chuck Findley (tp), Ack van Rooyen (tp), Palle Mikkelborg (tp), Bob Lanese (tp), Barry Ross (tb), Slide Hampton (tb), Charles Orieux (tb), Don Menza (s, fl), Herb Geller (s, fl), Ferdinand Povel (s), Dick Vennik (s), Günther Kronberg (s), Lucas Lindholm (b), Philip Catherine (g), Fritz Pauer (p) | BASF        |
| 1971 | Mythologie                                                 | Klaus Weiss (dr), Fritz Pauer (p), Ferdinand Povel (s), Jimmy Woode (b) | BASF        |
| 1971 | The German All Stars - Live at the domicile                | Albert Mangelsdorff (tb), Manfred Schoof (tp), Ack van Rooyen (tp), Rudi Fuesers (tb), Michel Pilz (s), Emil Mangelsdorff (s), Heinz Sauer (s), Gerd Dudek (s), Wolfgang Dauner (p), Günter Lenz (b), Ralf Hübner (dr), Willi Johanns (voc) | MPS         |
| 1971 | My Kind Of Sunshine, The MPS Rhythm Combination & Brass    | Leader: Peter Herbolzheimer Session 1: Rick Kiefer (tp), Dusko Goykovich (tp), Art Farmer (tp), Ack van Rooyen (tp), Herb Geller (fl, as), Jigg Whigham (tb), Rudi Fuesers (tb), Peter Herbolzheimer (tb), Dieter Reith (org), Jimmy Woode (b), Heinz Kitschenberg (e-b), Tony Inzalaco (dr), Horst Mühlbradt (cga perc), Hermann Mutscheler (tmb perc) Session 2: Dusko Goykovich (tp), Ack van Rooyen (tp), Art Farmer (tp), Palle Mickelborg (tp), Herb Geller (fl, s), Jiggs Whigham (tb), Rudi Fuesers (tb), Peter Herbolzheimer (tb), Dieter Reith (org), Nils Henning Örsted Pedersen (b, e-b), Peter Trunk (b), Sigfried Schwab (sit, g), Tony Inzalaco (dr), Horst Mühlbradt (cga perc), Joe Harris (tmb perc) | MPS         |
| 1971 | Mal Waldron Plays The Blues                                | Mal Waldron (p), Jimmy Woode (b), Pierre Favre (dr) | Enja        |
| 1972 | Power by Pauer                                             | Fritz Pauer (p), Jimmy Woode (b), Joe Harris (perc), Erich Bachträgl (dr) | MPS         |
| 1972 | Cloudburst                                                 | Jon Hendricks (voc), Larry Vuckovich (p), Isla Eckinger (b), Kurt Bong (dr) | Enja        |
| 1972 | Impact                                                     | Charles Tolliver (flh), Stanley Cowell (p), Ron Mathewson (b), Alvin Queen (dr) | Enja        |
| 1973 | Taro´s Mood                                                | Terumasa Hino (tr), Mikio Masuda (p), Yoshio Ikeda (b), Motohiko Hino (dr), Yuji Imamura (perc) | Enja        |
| 1974 | Give Me A Double - Slide Hampton-Joe Haider Jazz Orchestra | Benny Bailey (tp), Idrees Sulieman (tp), Ack van Rooyen (tp), Bob Burgess (tb), Slide Hampton (tb), Eric van Lier( tb, tu), Ferdinand Povel (as, fl), Dexter Gordon (ts), Andy Scherrer (ts, ss), Joe Haider (p), Isla Eckinger (b), Billy Brooks (dr) | MPS         |
| 1975 | Conversation                                               | Frank Rosolino (tb), Conte Candoli (tp), Rob Pronk (p), Isla Eckinger (b), Todd Canedy (dr) | MPS         |
| 1975 | Julian                                                     | Pepper Adams (bs), Walter Norris (p), George Mraz (b), Makaya Ntzhoko (dr) | Enja        |
| 1975 | Just Friends                                               | Frank Rosolino (tb), Conte Candoli (tp), Rob Pronk (p), Isla Eckinger (b), Todd Canedy (dr) | MPS         |
| 1976 | Live in Munich - The Thad Jones-Mel Lewis Jazz Orchestra   | Thad Jones (tp, flh), Al Porcino (tpt), Lynn Nicholson (tpt), Earl Gardner (tpt), Frank Gordon (tpt), John Mosca (tb), Bill Campbell (tb), Clifford Adams (tb), Earl McIntyre (btb), Jerry Dodgion (as, ss, fl), Ed Xiques (as, ss, fl), Greg Herbert (ts, cl, fl), Larry Schneider (ts, cl, fl), Pepper Adams (bs), Harold Danko (p), Bob Bowman (b), Mel Lewis (dr) | A&M/Horizon |
| 1977 | John Scofield Live                                         | John Scofield (g), Richie Beirach (p), George Mraz (b), Joe LaBarbera (dr) | Enja        |
| 1978 | Blues for Sarka, New York Jazz Quartet                     | Roland Hanna (p), Frank Wess (ts, fl), George Mraz (b), Grady Tate (dr) | Enja        |
| 1981 | Jaw´s Blues                                                | Eddie "Lockjaw" Davis (ts), Horace Parlan (p), Reggie Johnson (b), Alvin Queen (dr) | Enja        |
| 1981 | Pannonica                                                  | Horace Parlan (p), Reggie Johnson (b), Alvin Queen (dr) | Enja        |

Diskographie Domicile Musikverlag Ernst Knauff:
| Jahr | Titel                                                         | Künstler | Label |
| 1984 | Conexion Latina - Calorcito                                   | Benny Bailey (tp), Bob Coassin (tp), Don Rader (tp), Joe Gallardo (tb), Rudi Fuesers (tb), Luis Garcia tres (musical director), Luis Monge (p), Hector Cruz (el-b), Cèsar Granados (timb), Jose Rodriguez (cong), Wilfredo Hernandez (perc), Cheo Quinones/Darvel Garcia/Jerry Medina (coro), Irwin „Wito“ Rodriguez (lead voc) | Enja  |
| 1988 | Kenny Barron Quintet - Live at Fat Tuesdays New York City     | Eddie Henderson (tp), John Stubblefield (ts), Kenny Barron (p), Cecil McBee (b), Victor Lewis (dr) | Enja  |
| 1988 | Ray Anderson - Blues Bred In The Bone                         | Ray Anderson (tb), John Scofield (g), Anthony Davis (p), Mark Dresser (b), Johnny Vidacovich (dr) | Enja  |
| 1991 | The George Gruntz Concert Jazz Band - Blues ´N Dues Et Cetera | Jon Faddis, Randy Brecker, Wallace Roney, John D´earth (tp) u. a. THE LUCIFERS: Ray Anderson, Dave Taylor, Dave Bargeron, Art Baron (tb) Bob Malach, Bob Mintzer, Alex Foster, Chris Hunter, Roger Rosenberg (s) u. a. John Scofield (g), George Gruntz (p), Mike Richmond (b), Adam Nussbaum (dr)                              | Enja  |
|      | u. v. a.                                                      | |       |

## 1-stündige Fernsehaufzeichnung
| Jahr | Titel                                                        | Künstler | Sender   |
| 1976 | Thad Jones-Mel Lewis Orchestra "Live at the domicile Munich" | Thad Jones (tp, flh), Al Porcino (tpt), Lynn Nicholson (tpt), Earl Gardner (tpt), Frank Gordon (tpt), John Mosca (tb), Bill Campbell (tb), Clifford Adams (tb), Earl McIntyre (btb), Jerry Dodgion (as, ss, fl), Ed Xiques (as, ss, fl), Greg Herbert (ts, cl, fl), Larry Schneider (ts, cl, fl), Pepper Adams (bs), Harold Danko (p), Bob Bowman (b), Mel Lewis (dr) | ZDF/3sat |

## Live-Mitschnitte des BR
Ca.200 Live-Mitschnitte des Bayerischen Rundfunks im "domicile" Jazzclub München:
| - Johnny Griffin Quartet - Art Blakey and the Jazz Messengers - Mingus Dynasty - Dizzy Gillespie Quintet - Freddy Hubbard Sextet - Clark Terry Big Band - Phil Woods Quartet - Dannie Richmond Quintet - Jazz Crusaders - Joe Zawinul’s Weather Report - Albert Mangelsdorff Quintett - Don Menza Quartet - Machito Orchestra - Archie Shepp Quartet - Sonny Stitt Quartet - Chet Baker Quartet - Houston Person-Etta Jones Quartet - Monty Alexander Trio - McCoy Tyner Trio - Jimmy McGriff quartet - Eugen Cicero Trio - Joe Newman Quartet - George Adams-Don Pullen Quintet - Ahmad Jamal Trio - Dave Liebman Quartet - Dollar Brand Solo - Bobby Hutcherson quartet - Jaek McDuff Quartet - Ray Mantilla Sextet - Attila Zoller Trio - Bob Mintzer Quartet | - Art Taylor Solo - Joe Pass Trio - Booker Ervin Quartet - Bobby Jones Quartet - Mark Murphy Quartet - Charles McPerson - Joachim Kühn Trio - Lee Konitz Trio - Charly Mariano - Kurt Edelhagen Big Band - Dee Dee Bridgewater and The Thad Jones-Mel Lewis Orchestra - Frank Foster Quartet - John Abercrombie Quartet - Bobby Hutcherson Quartet - The Heath Brothers - Lou Bennett Trio - Betty Carter Quartet - Lou Donaldson Quartet - The Three Guitars - Sonny Fortune Quartet - Randy Brecker Quartet - Billy Harper Quartet - Roy Haynes Quartet - Clifford Jordan Quartet - Cedar Walton quartet feat. George Coleman - Pat Metheny Group - George Adams Quartet - Tony Scott Quartet - Frank Wess Quartet - Richard Boone Quartet |